# Sunbeam 350HP

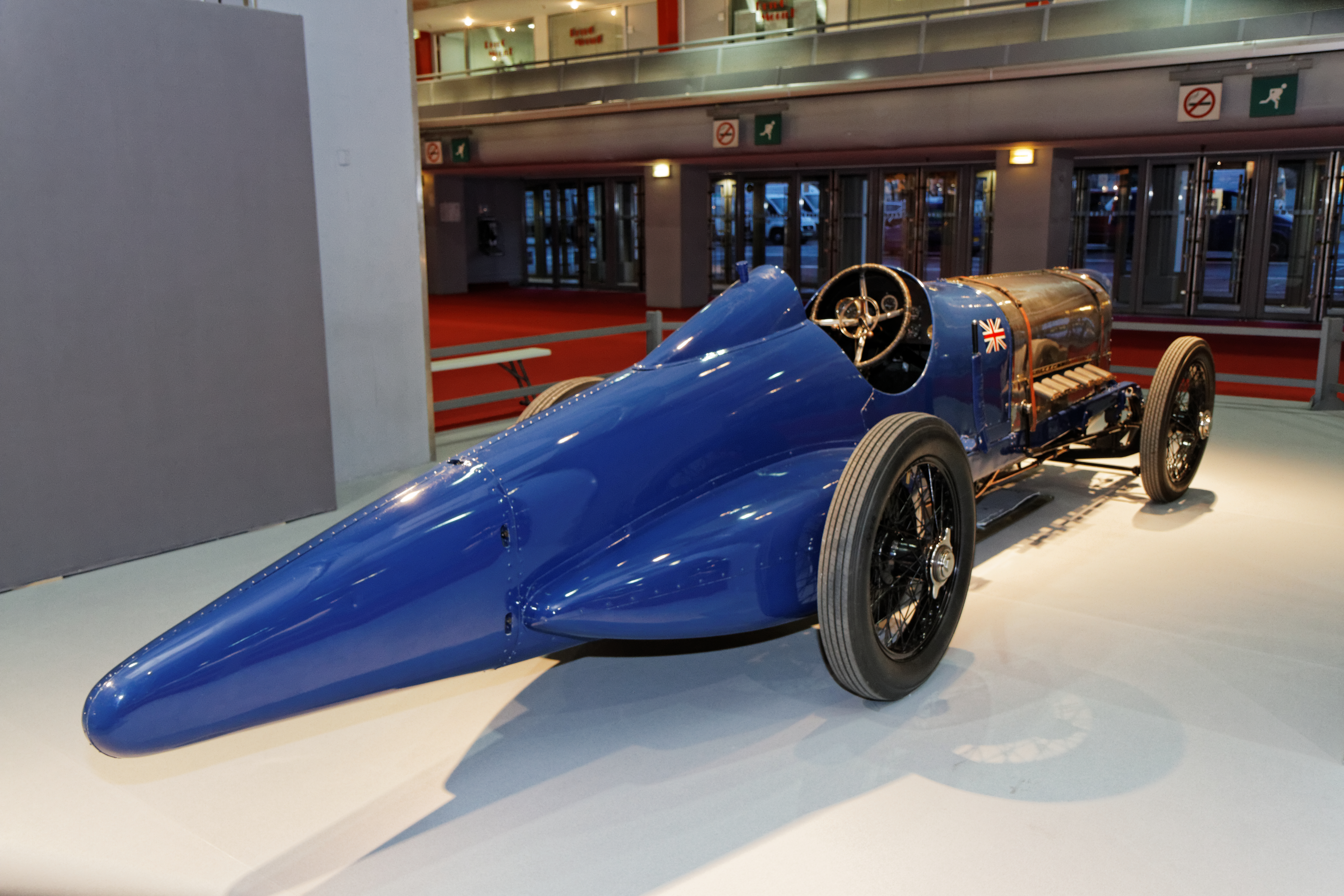
Vue arrière profilée de la Sunbeam 350HP (Rétromobile 2014).

La Sunbeam 350HP est une voiture équipée d'un moteur d'avion construite par le constructeur anglais Sunbeam en 1920, notamment par l'ingénieur breton Louis Coatalen. Elle est la première à battre plusieurs records de vitesse sur terre avec des moteurs d'avion.

## Conception
La voiture a été équipée d'un moteur V12 de 18,3 litres sur la base des moteurs d'avions des Sunbeam Manitou et Sunbeam arab. Ce moteur avait quatre blocs de trois cylindres disposés en deux rangées décalées de 60 degrés (à la différence des arab qui étaient mis à 90 degrés). Chaque cylindre a une soupape d'admission et deux soupapes d'échappement actionnées par un arbre à cames unique. Les deux arbres à cames sont entraînés par un ensemble complexe de 16 pignons de l'avant du vilebrequin - un arrangement très similaire à celui utilisé sur le moteur Maori qui avait deux arbres à cames en tête par rangée de cylindres. Une transmission à 4 vitesses entraîne l'essieu arrière avec différentiel avec un entraînement par arbre plutôt que des chaînes. Harry Hawker a conduit la voiture en 1920 à Brooklands et avait rencontré au début des problèmes de contrôle de la voiture - essaimage du circuit. Le différentiel a été remplacé par une couronne simple et des pignons de sorte que les roues arrière étaient entraînées ensemble et cela eut plus de succès aux mains de Kenelm Lee Guinness. Les freins étaient rudimentaires, comme c'était l'habitude à l'époque, avec une pédale de frein agissant sur la transmission et un frein à main sur les tambours à l'arrière. La suspension est également typique, avec des ressorts demi-elliptiques le tout amorti par des amortisseurs à friction Andre Hartford,,.

## Carrière sur piste
La 350HP a couru à Brooklands en 1920 pilotée par Harry Hawker. En octobre, René Thomas a établi un nouveau record durant la course de côte du Gaillon.
En mai 1922 Kenelm Lee Guinness établit trois records à bord : le record de vitesse de Brooklands à 198,43 km/h, le record de vitesse sur terre un mile (1,6 km) à 207,88 km/h et sur un kilomètre à 215,25 km/h - qui fut le dernier record de vitesse sur terre à être établi sur la piste de Brooklands.

### Blue Bird
Malcolm Campbell a conduit la voiture, alors empruntée, aux essais de vitesse de Saltburn le 17 juin 1922 et a battu son premier record de vitesse à 222,22 km/h. Toutefois, le système manuel de chronométrage n'était pas réglementaire pour valider officiellement le record.
Campbell persuade Coatalen de lui vendre la Sunbeam. Il l'a peinte en bleu et l'a rebaptisée « Blue Bird », ce qui en fait déjà la quatrième Blue Bird. Le 23 juin 1923 à Fanø au Danemark, Campbell enregistre un nouveau record à 221,64 km/h sur le kilomètre lancé. Cette fois encore le système de chronométrage n'était pas réglementaire.
Au cours de l'hiver 1923-1924 la voiture a été envoyée à l'avionneur Boulton Paul à Norwich, pour des tests en soufflerie. Il modifie la voiture avec un capot de radiateur étroit au niveau du nez et une longue queue effilée. Les roues arrière ont également été équipées de disques de couverture, tandis que la compression du moteur est rehaussée par de nouveaux pistons.
Campbell retourna à Fanø en été, mais la plage était en mauvais état et le contrôle des foules était inapproprié. Durant la première manche, les deux pneus arrière furent arrachés et la Blue Bird manqua la foule de peu. Campbell protesta auprès des fonctionnaires à propos des normes de sécurité, et refusa de prendre une quelconque responsabilité pour toute autre chose. Malheureusement, cette fois un pneu avant se détacha et tua un garçon dans la foule.
La voiture fut envoyée à Pendine Sands au pays de Galles du Sud et connut plus de succès avec le premier des neuf records officiels de Campbell. Le record fut battu le 24 septembre 1924 à une vitesse de 235,22 km/h. Après cela, il a mis la voiture en vente pour £ 1500, mais a finalement décidé de la garder pour une autre tentative en apprenant que Parry-Thomas avait également prévu une tentative de record avec la 'Babs'. La Blue Bird revient à Pendine en 1925, et le 21 juillet, elle brisa le record à 242,62 km/h. C'était la première fois qu'une voiture dépassait les 240 km/h. La meilleure moyenne sur le mile avait atteint 245,961 km/h, un chiffre qui est apparu dans des publicités pour des sociétés pétrolières et des fabricants de bougies. Pour commémorer cet exploit, Campbell avait fait un modèle commémoratif de Blue Bird.